# Ypthima marlenii
Ypthima marlenii är en fjärilsart som beskrevs av Kattulas och Koutsaftikis 1976. Ypthima marlenii ingår i släktet Ypthima och familjen praktfjärilar. Inga underarter finns listade i Catalogue of Life.